# Karin Baal
Karin Baal (Berlin, 1940. szeptember 19. – Berlin, 2024. november 26.) német színésznő.

## Életpályája
Első alkalommal 1956-ban lépett a kamerák elé. 1961-ben a Die junge Sünderin című filmben nyújtott alakításáért Bambi-díjban részesült. Ezt követően több Edgar Wallace-film szerepét megkapta. 1966-ban Arany Kamera díjat kapott az Ein Mädchen von heute című filmjéért. Ezután három Rainer Werner Fassbinder filmben is szerepelt. Az 1970-es, 1980-as években olyan sorozatokban volt látható, mint például a Derrick (1976–1984) és Az öreg (1979–1990). 1991–1996 között a Két férfi, egy eset című sorozatban szerepelt. 1997-től tíz éven át A rendőrség száma 110 című filmsorozat szereplője volt.
Érdekes arcú, drámai erejű jellemábrázoló volt. Többnyire mai témájú erkölcsrajzok fiatal leányalakjait személyesítette meg.

## Magánélete
1959–1961 között Karlheinz Gaffkus (1933-) színész volt a párja. 1962–1977 között Helmut Lohner (1933-) színész, rendezővel élt házasságban. Ezt követően 1993-ig Volker Eckstein (1946–1993) német színész volt a férje. 2000 óta Cevdet Celik színésszel él együtt.

## Filmográfia
- A huligánok (1956)
- Rosemarie kisasszony (1959)
- A londoni Halott Szemek (1961)
- Csodálatos vagy, Júlia (1962)
- Sanghaj és St. Pauli között (1962)
- Hannibal Brooks (1969)
- Mi történt Solenge-zsel? (1972)
- Derrick (1976–1984)
- Egy éjszaka csodája (1979)
- Az Öreg (1979–1990)
- Tetthely (1980–2004)
- Lili Marleen (1981)
- Lola (1981)
- Álomhajó (1983)
- Rosa Luxemburg (1985)
- A klinika (1986)
- Két férfi, egy eset (1991–1996)
- A rendőrség száma 110 (1997–2006)
- Meztelen félelem (1998)
- Az alagút (2001)
- Tévedni szexi (2005)
- 8 nap – Végzetes emlékek (2006)
- Polizeiruf 110 – Die Mutter von Monte Carlo (2006)
- Hurenkinder (2007)
- Pfarrer Braun – Im Namen von Rose (2009)
- Vergiss nie, dass ich dich liebe (2011)

## Díjai
- Bambi-díj (1960) Die junge Sünderin
- Arany Kamera díj (1967) Ein Mädchen von heute